# Memoria viva de la transición
Memoria viva de la transición ist der Titel der Memorien des ehemaligen spanischen Ministerpräsidenten Leopoldo Calvo-Sotelo. Es ist das erste Buch einer Reihe von Memoirenbüchern, in denen es um die Ereignisse und Hintergründe der spanischen Transition geht. Die folgenden Werke sind Papeles de un cesante (1999), Pláticas de familia (1878–2003) (2003) und Sobre la transición exterior (2005).
„Memoria viva de la transición“ erschien im Juni 1990 in Barcelona im Verlag Plaza&Janés. Es bisher nicht ins Deutsche übersetzt worden. Der Autor hat das Buch seiner Frau und seinen engen Mitarbeitern Luis Sánchez Merlo, Ignacio Aguirre, Matías Rodríguez Inciarte und Eugenio Galdón gewidmet. 
Die Erinnerungen wurden acht Jahre nach seiner Zeit im Moncloa-Palast erschienen. Der spanische Soziologe Bernabé Sarabia nennt sie „eine kritische Analyse der Jahre, die als Handelsminister der ersten Regierung der Monarchie 1975 begannen und mit der Katerstimmung der enormen Niederlage der UCD endeten, die Calvo Sotelo 1982 als Premierminister von Seiten der PSOE erleiden musste.“
Leopoldo Calvo-Sotelo selbst beschreibt so die behandelten Angelegenheiten: „Die Vorgeschichte der Transition, der Rücktritt von Suárez, der Vorschlag der Nachfolge, der Amtsantritt und die Regierung von 1981, was nach dem 23. Februar passiert ist, der Aufstieg und der Untergang der UCD, die schlecht benannte natürliche Mehrheit, das Autonomieproblem, die atlantische Polemik, die Verhandlungen über den Binnenmarkt, die Unternehmer und die Wirtschaftspolitik.“  
Das Buch, das mit 68 Fotografien, ausgestattet ist, berichtet über Begegnungen Calvo-Sotelos u. a. mit Juan Carlos, Adolfo Suárez, Felipe González, Santiago Carrillo, Josep Tarradellas, Jordi Pujol, Helmut Schmidt, François Mitterrand, Ronald Reagan, Margaret Thatcher, Roy Jenkins, Harold Wilson, König Baudouin und Gaston Thorn.

## Rezeption
Camilo José Cela präsentierte das Buch in Madrid am 31. Mai 1990 und sagte: „Memoria viva de la transición [ist] für mich eine der intelligentesten, scharfsinnigsten und humorvollsten politischen Memoiren, die in diesem Jahrhundert in Spanien geschrieben worden sind.“ 
Pablo Pérez López hat ihm einen ausführlichen Artikel mit dem Titel „Der Leser, der die Regierung leitete“ gewidmet, aus dem die folgende Passage zitiert ist: „Das Bild, das Memoria viva de la transición entwirft, ist ein hoher Begriff der Politik, und aus diesem Grund Feind einer Politik kurzlebiger, niederträchtiger Ausweichmanövern. Er enthüllt einen Mann, der sich danach sehnte, seine Epoche zu ändern, um Spanien dahin zu führen, wo er glaubte, dass es hingehöre und nicht war.“ 
Der spanische Publizist Arcadi Espada schreibt: „Seine Memoiren, zusammen mit denen von Fernández de la Mora, ist das beste Buch, das ein spanischer Politiker nach dem Bürgerkrieg je geschrieben hat.“